# Ленина (Железногорский район)
Ле́нина — хутор в Железногорском районе Курской области. Входит в состав Линецкого сельсовета.

## География
Расположен в 32 км к юго-востоку от Железногорска на левом берегу реки Усожи . Высота над уровнем моря — 161 м. Ближайшие населённые пункты: деревни Верхнее Жданово, Нижнее Жданово, хутора Заречье и Ольшанец.

## История
Во время Великой Отечественной войны, с октября 1941 года по февраль 1943 года, находился в зоне немецкой оккупации. До декабря 1991 года входил в состав Нижнеждановского сельсовета Фатежского района, затем вместе с сельсоветом был передан в Железногорский район. В 2017 году, с упразднением Нижнеждановского сельсовета, хутор был передан в Линецкий сельсовет.

## Население
| 1979 | 2002 | 2010 |
| ---- | ---- | ---- |
| 45   | ↘21  | ↘15  |